# 이해충돌
이해충돌(利害衝突, 문화어: 리해충돌) 또는 이해관계의 충돌(利害關係의 衝突, 문화어: 리해관계의 충돌)은 개인이나 단체가 어떤 이익을 보기 위해 다른 행동 동기를 변질시킬 수 있는 복합적인 이해 상황에서 발생한다.
이해충돌은 공정성이 요구되는 상황에서 발생한다; 이를 위해서는 이해충돌이 발생하는 당사자에게 신인의무(fiduciary duty)가 존재하여야 한다. 이러한 신인의무는 법령에 명시적 규정에 의하여 발생할 수 있으며, 계약에 의하여 발생할 수도 있다. 신인의무가 무엇인지에 대하여 논란이 있으나, 가장 대표적인 신인의무로 민법 제681조의 선량한 관리자의 주의의무가 있다.
이해충돌이 존재하는 상황에 놓여 있다고 해서 부도덕한 것은 아니다. 즉 이해충돌은 부패 이전에 존재할 수 있고 해소될 수 있다.
이해충돌에 직면하기 쉬운 직업은 다음과 같다:
경찰, 변호사, 판사, 손해사정인, 정치가, 기술자, 경영진, 회사 임원, 의학 분야의 과학자, 내과의사, 작가, 편집자.
이해충돌은 한 사람이 동시에 (두 개의 아르바이트를 하는 등)두 개의 직업을 가질 때에도 발생하기 쉽다. 두 가지 일 모두 정확하게 정해진 시간 동안 일해야 하기 때문에 스케줄이 겹칠 수 있다. 애초에 동시에 일할 시간을 맞출 수 없는 경우도 있다.(일 하나가 5시에 끝나는데 다른 일이 5시에 시작하는 등.)

## 법의 집행과 이해충돌
법률 직종에서 변호사는 고객에게 충실할 의무가 있다. 따라서 현재 고객의 이익과 대립되는 상태에 있는 집단의 변론을 맡을 수 없다. 영향을 받는 고객이 서면으로 작성된 모든 상황을 잘 인지하고 동의를 한다면 예외가 있을 수 있다. 어떤 상황에서는 고객의 동의가 있어도 이러한 규정이 해제될 수 없다. 일반 사람들에게 가장 많이 발생하는 사례로, 같은 회사는 이혼이나 아동 감금 사례를 동시에 맡을 수 없다.
이해충돌에 해당하는 금지된 또는 공개되지 않은 변론을 할 경우 변호사는 징계 청문회를 받거나 변호 비용을 받지 못하거나 돌려주어야 한다. 또 어떤 경우에는(이해충돌을 공개할 의무가 있는 상황임에도 공개하지 않은 경우) 범죄자와 같은 법적 절차를 받게 된다. 미국에서는 한 회사의 다른 변호사들도 소송 기간 동안 서로 격리되어 있지 않는 한 보통 한 고객의 이익이 다른 고객의 이익과 대치되는 경우 변론을 맡을 수 없다. 법률 회사들은 종종 사례관리, 회계처리와 함께 소프트웨어를 사용하여 이해충돌이 되는 상황을 점검하고 이해충돌 관련 규정 해제를 돕도록 하고 있다.

## 이해충돌 일반
일반적으로 이해충돌은 개인이나 회사가(사기업이든 정부기관이든) 어떤 방식으로든 사익을 취할 수 있는 지위에 있는 상황이라고 정의할 수 있다.
어떤 조직의 규정에 따르면 이해충돌 상황은 그것 자체로는 잘못된 것으로 여겨지지 않는다. 사실 많은 전문가들에게 매사에 이해충돌을 피하는 것은 현실적으로 불가능하다. 그러나 사익 추구를 위해 결정에 영향을 미치려고 한다면 법적인 문제가 될 수 있다. 회사의 중역이나 임원이 신뢰의 의무를 저버릴 대에도 법적 책임을 저야 한다.
위의 두 가지 상황에서든 종종 혼란이 발생한다. 이해충돌로 고소당한 어떤 사람은 자신의 잘못으로 이해충돌이 일어난 것이 아니라고 말한다. 사실 이해충돌은 아무 잘못 없이도 생길 수 있다. (이 상황을 이해할 수 있는 방법은 “역할충돌”이라는 말을 보는 것이다. 두 가지 역할을 하는 사람은 – 주식을 투자하면서 공무원인 경우 - 두 역할이 대립되는 상황을 경험하게 된다. 대립은 진정되지만 계속 존재한다. 그것 자체로는, 두 가지 역할을 함께 하는 것은 불법이 아니다. 그러나 다른 역할이 어떤 상황에서는 부적절한 행동을 하게 하는 유인을 제공한다.(동기를 유발한다.)
- 사업과 규제 부문의 예: 기관의 내부 감사관에 따르면 이해충돌은 전문가로서의 의무와 사익 사이에서 갈등하는 내부 감사관이 쉽게 마주할 수 있는 상황이라고 한다. 이렇게 대립하는 이익 관계들은 이들의 역할을 공정하게 수행하는 것을 방해한다. 이해충돌 상황은 비윤리적이고 부적절한 행위로 전개되기 전에도 존재할 수 있다. 이해충돌은 내부 감사관과 감사행위, 전문성의 신뢰 기반을 약화시킬 수 있는 부적절한 이미지를 만들기도 한다. 이해충돌은 의무와 책임을 공정하게 실행하는 능력에 영향을 줄 수 있다.

## 조직의 이해충돌
조직의 이해충돌은 위에서 소개된 이해충돌 유형과 같은 방식을 띠며, 정부에 용역을 제공하는 민간 분야 - 정부에 상반되는 이해로 작용하는 용역을 제공하는 분야 -에서 발생한다.(예: 제조업체와 정부에 용역을 제공할 업체들을 선발하는 위원회의 관계) 업체들은 이해충돌의 위험을 완화시키기 위한 크고 작은 체계들을 고안할 것이다. 정부 당국은 이러한 위험들을 산정하여 이해충돌로 인해 지속적으로 수주 경쟁에서 이익을 보는 사조직이 있는지, 이로 인해 입찰 과정에서 전체적인 질이 떨어지고 있는지를 판단하고 있다.

## 의학연구와 이해충돌
제약업계가 의학연구에 상당한 영향력을 행사하는 것을 놓고 우려의 목소리가 높아왔다. 2009년 한 연구에 따르면 상당수의 연구기관이 (제약)업체와 감독기관의 관계를 적절히 운용할 뚜렷한 지침이 없다고 한다.

## 이해충돌의 유형
다음은 이해충돌의 가장 일반적인 유형이다.
- 사적 금융 거래(공적인 자금의 사적 이용): 공무원이 자신의 회사나 자기에게 이익으로 작용하는 회사와 공적 거래를 맺는 경우. 어느 쪽이든 공무원에게는 이익이다.
- 고용: 어떤 직종에 이익으로 작용하는 선택이 다른 직종에는 반대의 결과를 낳는다.
- 가족의 이익: 배우자, 자녀, 혹은 가까운 친척을 채용하거나 공적 재화, 용역 매입 시 친척이 운영하는 회사를 선발한다. 이 때문에 대부분의 고용 지원서에는 회사에 지인이 근무하고 있는가를 확인하는 항목이 있다. 이런 상황에서는 지인은 지원자의 고용 여부에 어떤 영향력도 행사할 수 없다.
- 선물: 일과 관련된 친구로부터 선물을 받는 경우
- 주가 조작: 증권을 보유하고 있는 주식 중개인이 고의적으로 주가를 상향 조작하여 증권을 매입하여 차액을 남기고 다시 루머를 퍼뜨려 주가를 낮추는 행위

보통 이해충돌로 알려진 다른 부적절한 행위들은 다른 영역으로 분류되는 것이 더 적절할 수 있다. 뇌물 수수는 부패로 분류될 수 있다. 권력을 가진 거의 모든 사람들이 이러한 부정을 행할 가능성이 있다. 마찬가지로 공금, 회사자금 횡령은 사기에 속하는데 이를 이해충돌로 분류하는 것은 이 문제에 대한 그 이상의 분석을 제공하지 못한다. 기밀정보를 무단 배포하는 것도 그것 자체로 이해충돌로 볼 수는 없다. 이러한 불법 행위들에는 권력의 자리에서 그야말로 실수할 수 있는 인간이 되느냐 완벽한 로봇이 되느냐 하는 것 외에 내재적인 역할 갈등은 없다.

## 예시
- 내부규제 또한 이해충돌의 일종이 될 수 있다. 회사, 정부 부처 등의 조직이 내부적인 부패척결을 요구 받을 때, 단기적으로는 표면적인 변화를 보여주며 부패행위를 지속하는 것이 부패행위를 드러내고 수정하는 것보다 이익으로 작용할 것이다. 단 이러한 윤리적 위반이 국민들에게 이미 알려진 경우는 예외이다. 이런 경우라면 국민에게 알려진 부패행위는 척결하되 그 외의 행위는 지속하는 것이 기업에 이익이 될 것이다.
- 보험회사들은 손배액 관련 이익을 대변하기 위해 손해사정관을 채용하고 있다. 보험 청구인이 최소금액을 수령할 때 보험회사는 최대 이익을 보게 된다. 보험 정책에 관한 손해사정관의 경험과 지식을 기반으로, 사정에 밝지 못한 청구인들이 받아야 할 금액보다 적은 금액을 수령하도록 하는 것은 어려운 일이 아니다. 보험 청구와 같이 양측의 이익을 모두 대변해야 하는 상황이라면 항상 이해충돌이 발생할 수 있다. 이러한 문제는 청구인 측에서 손해사정인이 공정하게 양측의 이익을 대변한다고 믿음으로써 더욱 심각한 양상을 띠게 된다. 이러한 유형의 충돌은 공개를 통해 쉽게 피해갈 수 있다.
- 회사에서 장비 구입을 담당하는 직원은 연말 결산에서 장비 구입 예산 절감 비율에 따라 보너스를 지급받게 되어있다. 그러나 이는 직원에게 값싸지만 수준이 떨어지는 장비를 구입할 유인으로 작용한다. 그러므로, 이것은 장비를 사용하게 될 회사의 이익과 상충된다.
- 국회의원들은 일반적으로 지역주민과 다른 이해관계를 가지고 있다. 따라서 의원들이 특정 방향으로 투표를 하는 대가로 뇌물을 받는 것은 의원들에게는 이익이라고 할 수 있다.(적발되지 않는다는 가정 하에) 반면 지역주민들에게는 이익이 되지 않는다. 이러한 행위는 때로는 불법이지만 불법이 아닌 것으로 여겨지는 경우도 있다. 선거 운동을 위해 막대한 자금을 받는 대신 기부자가 지도부에 접촉할 수 있도록 기회를 제공하는 사례가 이에 해당한다. 이러한 사례는 종종 직접 민주주의(대의 민주주의를 대체하는) 주창에 대한 근거로 인용된다.
- 회전문 현상은 정부 관료가 공직에서 물러난 뒤 재직 당시 규제했던 회사의 일원이 되는 것을 말한다. 이들은 새 회사를 위해 정부의 내부정보를 제공했다는 이유로 기소를 당한다. 또는 민간에서의 고용 보장의 일환으로 절충법안이나 규제안이 행사된다.

## 같이 보기
- 이데올로기
- 기득 이해
- 이해관계자

## 읽을거리
- Davis, Michael; Andrew Stark (2001). 《Conflict of interest in the professions》. Oxford: Oxford University Press. ISBN 0-19-512863-X.
- Porter, Roger J.; Thomas E. Malone (1992). 《Biomedical research: collaboration and conflict of interest》. Baltimore: Johns Hopkins University Press. ISBN 0-8018-4400-2.